# Leu (gmina)
Leu – gmina w Rumunii, w okręgu Dolj. Obejmuje miejscowości Leu i Zănoaga. W 2011 roku liczyła 4824 mieszkańców.